# Willard Frank Libby
Willard Frank Libby (17 décembre 1908, Parachute, Colorado, États-Unis - 8 septembre 1980, Los Angeles) est un physicien et chimiste américain connu pour son rôle dans le développement de la méthode de datation par le carbone 14, qui a révolutionné l'archéologie. Il a notamment reçu le prix Nobel de chimie de 1960 pour ses travaux.

## Biographie
Diplômé (Bachelor of Science) en chimie (1931) de l'université de Californie à Berkeley, Libby y soutint en 1933 une thèse de doctorat sur la Radioactivité des lanthanides. Il demeura dans cet établissement comme chargé de cours, puis comme maître assistant jusqu'en 1941.
Durant les années 1930, Libby fut le premier à construire un compteur Geiger-Müller aux États-Unis ; il conçut d'autres appareils pour la mesure des faibles radioactivités, notamment le compteur à grille en 1934.
Financé par une bourse de la Fondation Guggenheim, il travailla pendant la plus grande partie de l'année 1941 à l'université de Princeton.
Après l'entrée en guerre des États-Unis, il prit part au projet Manhattan. En août 1940, Libby intégra le groupe de Harold Clayton Urey (prix Nobel de chimie en 1934) à l'université Columbia. Une des missions de ce groupe était la mise au point d'une technique d'enrichissement par diffusion gazeuse de l'uranium 235, qui servit à la fabrication de la bombe atomique lancée sur Hiroshima, et se heurtait à des problèmes persistants de barrière et de pompage. Il fallait trouver des matériaux compatibles avec le gaz très corrosif utilisé, l'hexafluorure d'uranium (UF6). Libby dirigea l'équipe chargée de ce problème de corrosion. L'étude chimique de l'hexafluorure d'uranium lui permit de découvrir les facteurs principaux de corrosion, ainsi que des matériaux suffisamment résistants pour permettre le passage au stade industriel.
En 1945, il devint professeur à l'université de Chicago. En 1954, il fut nommé membre de la Commission de l'énergie atomique des États-Unis.
En 1959, il devint professeur de chimie à l'université de Californie à Berkeley, poste qu'il conserva jusqu'à sa retraite en 1976 ; jusqu'en 1963, il dispensa le cours de première année de chimie (traditionnellement réservé « à l'enseignant le plus ancien de l'université »).
En 1960, Libby reçut le prix Nobel de chimie « pour sa méthode d'utilisation du carbone 14 servant à déterminer l'âge en archéologie, en géologie, en géophysique et d'autres branches de la science ». Il dirigeait l'équipe (le chercheur post-doctoral James Arnold et l'étudiant Ernie Anderson) qui développa la méthode de datation par le carbone 14, très utilisée pour la datation d'objets en archéologie (jusqu'à 50 000 ans). Il découvrit également que le tritium permet la datation de l'eau et donc du vin.
En 1963, il épousa la physicienne Leona Woods Marshall (1919-1986).
Il fut directeur de l'Institut de géophysique et de physique planétaire (IGPP) de l'université de Californie pendant de nombreuses années. Il initia en 1972 le premier programme d'ingénierie environnementale à l'université de Californie à Los Angeles.

## Histoire de la découverte de la datation par le carbone 14

### Les années 1930 à Berkeley
Des ressources scientifiques et techniques nécessaires à la réalisation de la datation par le carbone 14 ont pour origine l'université de Californie à Berkeley. Dans les années 1930, la radiochimie et la radiobiologie connaissent un essor considérable autour du Radiation Laboratory, dirigé par Ernest Orlando Lawrence, et de son cyclotron qui rassemble des chercheurs de différentes disciplines.
C'est là qu'en 1930, Libby réalise le premier compteur Geiger-Müller construit aux États-Unis. En 1934, il met au point le compteur à grille pour mesurer de faibles radioactivités, technique qu'il utilisera lors des premières datations par le carbone 14 une décennie plus tard.
En 1940, Martin Kamen du Radiation Laboratory et Samuel Ruben du département de chimie de Berkeley (un ancien étudiant de Libby) découvrent le carbone 14 dont l'existence avait été suggérée dès 1934 par Franz Kurie. Cette découverte a lieu dans le cadre de leurs travaux sur l'usage de radioéléments comme traceurs biologiques (voir l'article carbone 14).

### Un projet gardé secret (1939-1947)
Selon Libby, il aurait eu l'idée de la datation par le carbone 14 en 1939, en lisant un article de Serge A. Korff (en) : « Dès que j'ai lu le papier de Korff, sur sa découverte de neutrons dans les rayons cosmiques, c'est la datation par le carbone ».
Dans cet article, S. A. Korff et W.E. Danforth décrivent comment ils ont envoyé dans la stratosphère un compteur à neutrons placé à bord d'un ballon. Cette expérience montre que le flux de neutrons augmente plus vite avec l'altitude que le total des radiations. Elle permet d'imaginer la production de carbone 14 naturel par réaction des neutrons lents et de l'azote atmosphérique (même si l'article ne fait pas mention de cette hypothèse).
Libby garde totalement secret son projet de datation par le carbone 14 jusqu'en 1946 et ne le révèle au grand public qu'en 1947.
En juin 1946, paraît une lettre de Libby dans Physical Review sur le tritium et le radiocarbone atmosphériques issus des rayons cosmiques. Libby prévoit une activité spécifique constante de la biosphère due à un rapport 14C/C total constant. Cette prédiction s'appuie sur la construction d’un modèle théorique de la distribution du radiocarbone naturel c'est-à-dire le modèle d'un système à trois réservoirs (l’atmosphère, les océans et la biosphère) dont les échanges s'équilibrent.
Dans cette lettre, il ne fait aucune allusion à la datation par le carbone 14.
En mai 1947, un article dans la revue Science  décrit l'expérience mettant à l'épreuve le modèle théorique de la distribution du radiocarbone naturel construit par Libby. Il révèle au grand public après huit ans de silence le projet de datation par le carbone 14 en ces termes :

« La découverte du carbone 14 produit par les rayons cosmiques a de nombreuses implications intéressantes dans les champs de la biologie, de la géologie et de la météorologie ; certaines d'entre elles sont en train d'être explorées, en particulier la détermination des âges de diverses matières carbonées dans le domaine compris entre 1000 et 30 000 ans. »

### Travail expérimental et première datation (1945-1949)
En 1945, Libby est nommé professeur de radiochimie à l'université de Chicago qui abrite le tout nouvel Institute for Nuclear Studies. C’est le début de la phase de travail expérimental pour mettre au point la datation par le carbone 14. Dans le laboratoire de Libby, le 217 Jones Laboratory, deux jeunes chercheurs, Ernest C. Anderson et James R. Arnold, participent activement à ce travail qui comprend le test du modèle théorique d'une distribution uniforme et constante du radiocarbone naturel, le perfectionnement des techniques de mesure de faibles radioactivités et la détermination précise de la demi-vie du carbone 14.
En 1947, l’équipe de Libby, avec l’aide d'Aristid von Grosse, mesure l'activité spécifique de la matière organique contemporaine due au radiocarbone naturel (dans des échantillons de méthane issus des égouts de Baltimore). C’est le premier test expérimental du modèle théorique de la distribution du radiocarbone naturel.
En 1949, a lieu la première datation par le carbone 14 de deux échantillons de bois venus de tombes égyptiennes dont l'âge, bien établi par les archéologues, est d'environ 4 600 ans.

### Datation par le carbone 14etarchéologie
Le rôle d'intermédiaires entre la radiochimie et l'archéologie est joué par Urey, dont la notoriété dépasse les frontières disciplinaires, et Arnold, qui hérite de son père la passion de l'archéologie.
Les liens entre l'équipe de Libby et la communauté archéologique américaine ont pour conséquences les plus tangibles une bourse de 13 000 dollars américains du Viking Fund for Anthropological Research et la création en 1948 du Comité sur le carbone 14, composé de trois archéologues et d'un géologue, qui se charge de sélectionner les échantillons archéologiques à dater par le carbone 14.
L'enthousiasme des archéologues en découvrant cette nouvelle méthode de datation montre la présence d'un besoin latent et donc d'un débouché potentiel. Mais pour qu'elle devienne d'un usage courant, il faut d'abord développer une technique suffisamment économique.

## Publications
- W.F. Libby, 1955, Radiocarbon dating, 2de éd., Chicago, University of Chicago Press.

## Distinctions et récompenses
- 1958 : Willard Gibbs Award
- 1960 : prix Nobel de chimie